# Navia mima
Navia mima är en gräsväxtart som beskrevs av Lyman Bradford Smith. Navia mima ingår i släktet Navia och familjen Bromeliaceae. Inga underarter finns listade i Catalogue of Life.